# Великий фильтр
Вели́кий фильтр (англ. Great Filter) — гипотеза, высказанная в 1996 году британским экономистом и футурологом Робином Д. Хэнсоном в качестве одного из возможных решений парадокса Ферми. C точки зрения автора, отсутствие признаков внеземных цивилизаций в наблюдаемой Вселенной подразумевает, что доводы различных научных дисциплин в пользу относительно высокой вероятности зарождения разумной жизни должны быть поставлены под сомнение. Неизвестные в настоящее время науке факторы могут уменьшать вероятность зарождения и развития форм жизни до состояния, когда следы их деятельности могут быть заметны сторонним наблюдателям. Эта концепция получила название «Великого фильтра», который для человечества может находиться либо в прошлом (в случае, если он препятствует эволюции животных до разумных существ), либо в будущем (если он состоит в высокой вероятности самоуничтожения разумной цивилизации). Из данного заключения следует контринтуитивный вывод о том, что чем легче была наша эволюция до настоящего времени, тем хуже шансы человечества в будущем.

## Основные положения
Как указывает уравнение Дрейка, во Вселенной и нашей галактике в частности должно существовать большое количество наблюдаемых инопланетных цивилизаций. Однако парадокс Ферми показывает, что при наличии всех условий для возникновения внеземных цивилизаций земляне не наблюдают ни одной. Робин Хэнсон предложил, что для возникновения межзвёздной цивилизации должен исполниться ряд эволюционных шагов:
1. Возникновение звёздной системы с планетами, на которых возможно появление жизни.
2. Появление на одной из планет самовоспроизводящихся молекул (например, РНК).
3. Появление простой одноклеточной жизни (прокариоты).
4. Появление сложной одноклеточной жизни (эукариоты).
5. Возникновение полового размножения.
6. Появление многоклеточных организмов.
7. Возникновение животных с развитым мозгом, которые используют орудия труда.
8. Достижение текущего состояния человечества.
9. Распространение цивилизации через процесс колонизации космоса.

В какой-то точке эволюции от первого до девятого шага существует некая преграда, преодолеть которую крайне маловероятно или вообще невозможно. Она может выражаться в совокупности природных факторов, которые не дают жизни возникать и достаточно развиваться, либо в гибели разумной жизни в результате собственных действий или деятельности других цивилизаций.
Согласно гипотезе Великого фильтра, по крайней мере один из этих шагов — если список полон — должен быть маловероятным. Если это не ранний шаг (произошедший в нашем прошлом), то подразумевается, что непреодолимый шаг находится в нашем будущем, и наши перспективы достижения шага 9 (межзвёздная колонизация) малы. Если бы первые этапы были бы легко осуществимы, то многие цивилизации развились бы до нынешнего уровня человечества. Однако никто, по всей видимости, не достиг уровня, позволяющего цивилизации достигнуть девятого шага, иначе Млечный Путь был бы полон колоний. Так что, возможно, шаг 9 маловероятен, и в настоящее время единственное, что может помешать нам достичь шага 9, — это какой-то катаклизм или истощение ресурсов, которые не позволят нам сделать шаг из-за недостаточности доступных ресурсов или экологической катастрофы. С точки зрения этого аргумента, обнаружение многоклеточной жизни на Марсе (независимо возникшей там) было бы очень плохой новостью, поскольку это подразумевало бы, что шаги 2—6 были лёгкими, в то время как трудность заключалась бы в шагах 1, 7, 8 или 9, либо ином неизвестном пока препятствии (проще говоря, предпочтительнее, чтобы сложным, маловероятным шагом был один из более ранних (и успешно пройденных), нежели один из более поздних).

## Исторические оценки параметров
Уравнение Дрейка выглядит следующим образом:
{\displaystyle N=R\cdot f_{p}\cdot n_{e}\cdot f_{l}\cdot f_{i}\cdot f_{c}\cdot L,}
где:
{\displaystyle N} — количество разумных цивилизаций, готовых вступить в контакт;
{\displaystyle R} — количество звёзд, образующихся в год в нашей галактике;
{\displaystyle f_{p}} — доля солнцеподобных звёзд, обладающих планетами;
{\displaystyle n_{e}} — среднее количество планет (и спутников) с подходящими условиями для зарождения цивилизации;
{\displaystyle f_{l}} — вероятность зарождения жизни на планете с подходящими условиями;
{\displaystyle f_{i}} — вероятность возникновения разумных форм жизни на планете, на которой есть жизнь;
{\displaystyle f_{c}} — отношение количества планет, разумные жители которых способны к контакту и ищут его, к количеству планет, на которых есть разумная жизнь;
{\displaystyle L} — время жизни такой цивилизации (то есть время, в течение которого цивилизация существует, способна и хочет вступить в контакт).
Существует множество мнений по большинству параметров; приведём числа, использованные Дрейком в 1961 году:
R = 10/год (в год образуется десять звёзд),
fp = 0,5 (половина звёзд имеет планеты),
ne = 2 (в среднем две планеты в системе пригодны для жизни),
fl = 1 (если жизнь возможна, она обязательно возникнет),
fi = 0,01 (1 % вероятности, что жизнь разовьётся до разумной),
fc = 0,01 (1 % цивилизаций может и хочет установить контакт),
L = 10 000 лет (технически развитая цивилизация существует 10 000 лет),
из чего получается N = 10 × 0,5 × 2 × 1 × 0,01 × 0,01 × 10 000 = 10.
Величина R определяется из астрономических измерений и является наименее обсуждаемой величиной; fp менее определённая, но также не вызывает значительных дискуссий. Надёжность ne была довольно высокой, но после открытия многочисленных газовых гигантов на орбитах малого радиуса, непригодных для жизни, возникли сомнения. Кроме того, многие звёзды в нашей галактике — красные карлики, излучающие жёсткое рентгеновское излучение, способное, по результатам моделирования, даже разрушать атмосферу. Также не исследована возможность существования жизни на спутниках планет-гигантов, наподобие юпитерианской Европы или сатурнианского Титана.
Геологические свидетельства позволяют предположить, что fl может быть весьма велико: жизнь на Земле возникла приблизительно тогда же, когда сформировались подходящие условия для этого. Однако эти свидетельства основаны на материале лишь одной планеты и подвержены антропному принципу. Также отмечается, что жизнь на Земле возникла из одного источника (последний универсальный общий предок), что увеличивает элемент случайности.
Ключевым фактором, определяющим fl, может стать обнаружение жизни на Марсе, другой планете или спутнике. Обнаружение на Марсе жизни, развившейся независимо от земной, может значительно поднять оценки fl. Тем не менее, это не снимет проблему малой выборки или зависимости результатов.
Также подобные аргументы выдвигаются применительно к fi и fc при рассмотрении Земли как модели: разум, владеющий межпланетной связью, по общепринятой версии возник единственный раз за 4 миллиарда лет существования жизни. Это может лишь означать, что достаточно старая жизнь может развиться до требуемого уровня. Также отмечается, что возможности для межпланетной связи существуют менее 60 лет из многотысячелетнего существования человечества.
fi, fc и L, как и fl, основаны исключительно на предположениях. Оценки fi сформированы под влиянием открытия положения Солнечной системы в Галактике, благоприятного с точки зрения удалённости от мест частых вспышек новых. Также рассматривается влияние массивного спутника на стабилизацию вращения Земли. Кембрийский взрыв также позволяет предположить, что развитие жизни зависит от неких специфических условий, которые возникают редко. Ряд теорий утверждает, что жизнь весьма хрупка и разнообразные катаклизмы с большой вероятностью могут полностью погубить её. Одним из вероятных результатов поисков жизни на Марсе также называют открытие возникшей, но погибшей жизни.
Астроном Карл Саган утверждал, что все параметры, кроме L, достаточно высоки, и вероятность обнаружить разумную жизнь определяется в основном способностью цивилизации избежать самоуничтожения при наличии всех возможностей для этого. Саган использовал уравнение Дрейка как аргумент в пользу необходимости заботы об экологии и снижения риска возникновения ядерных войн.
В зависимости от сделанных предположений N часто получается значительно большей 1. Именно такие оценки и послужили мотивацией для движения SETI.
Другие предположения дают для N величины, очень близкие к нулю, однако эти результаты часто сталкиваются с вариантом антропного принципа: неважно, насколько мала вероятность возникновения разумной жизни, такая жизнь должна существовать, в противном случае никто не мог бы поставить такой вопрос.
Некоторые результаты для различных предположений:
R = 10/год, fp = 0,5, ne = 2, fl = 1, fi = 0,01, fc = 0,01, и L = 50 000 лет.
N = 10 × 0,5 × 2 × 1 × 0,01 × 0,01 × 50 000 = 50 (в любой момент времени существует около 50 цивилизаций, способных к контакту).
Пессимистические оценки, однако, утверждают, что жизнь редко развивается до разумной, а развитые цивилизации долго не живут:
R = 10/год, fp = 0,5, ne = 0,005, fl = 1, fi = 0,001, fc = 0,01, и L = 500 лет.
N = 10 × 0,5 × 0,005 × 1 × 0,001 × 0,01 × 500 = 0,000 125 (мы, скорее всего, одиноки).
Оптимистические оценки утверждают, что 10 % могут и хотят установить контакт и при этом существуют до 100 000 лет:
R = 20/год, fp = 0,1, ne = 0,5, fl = 1, fi = 0,5, fc = 0,1, и L = 100 000 лет.
N = 20 × 0,1 × 0,5 × 1 × 0,5 × 0,1 × 100 000 = 5000 (мы, скорее всего, установим контакт).

## Альтернативные гипотезы
На заре SETI, в начале 1960-х годов Себастьян фон Хорнер заявил, что, располагая столь несовершенными и не приспособленными специально для поиска искусственных радиосигналов инструментами, невозможно заявлять о том, что «молчание Вселенной» — экспериментально установленный факт. Как любил повторять Карл Саган, «отсутствие доказательства не является доказательством отсутствия» (англ. Absence of evidence is not evidence of absence).
По мнению канадского популяризатора науки Скотта Сазерленда, на 2014 год обнаружен единственный сигнал, который с некоторой вероятностью можно считать искусственным внеземным — это сигнал «Wow!».